# Tampégré
Tampégré è un arrondissement del Benin situato nella città di Toucountouna (dipartimento di Atakora) con 9.886 abitanti (dato 2006).